# Runanga
Runanga ist ein Ort nahe der Westküste der neuseeländischen Südinsel.

## Geografie
Runanga liegt acht Kilometer nordöstlich von Greymouth, nördlich des Grey River/Māwheranui. Barrytown liegt 21 Kilometer weiter nördlich. Der Ortsname geht auf das Māori-Wort für Treffpunkt zurück.
Die Einwohnerzahl reduzierte sich zwischen 2001 und 2006 um 84 Personen.

## Geschichte
Die Ursprünge des Ortes gehen auf europäische Kolonisten zurück, die in der zweiten Hälfte des 19. Jahrhunderts kamen, als der örtliche Steinkohlebergbau einsetzte.
Zwischen 1853 und 1876 wurde Runanga als Teil der Nelson Province verwaltet.
1904 erreichte die Eisenbahn mit der Bahnstrecke Greymouth–Rewanui (die Verlängerung nach Rewanui ging 1914 in Betrieb) den Ort. Außerdem schloss hier seit 1923 eine Zweigstrecke nach Rapahoe an. Der Personenverkehr wurde 1984 aufgegeben.

## Wirtschaft

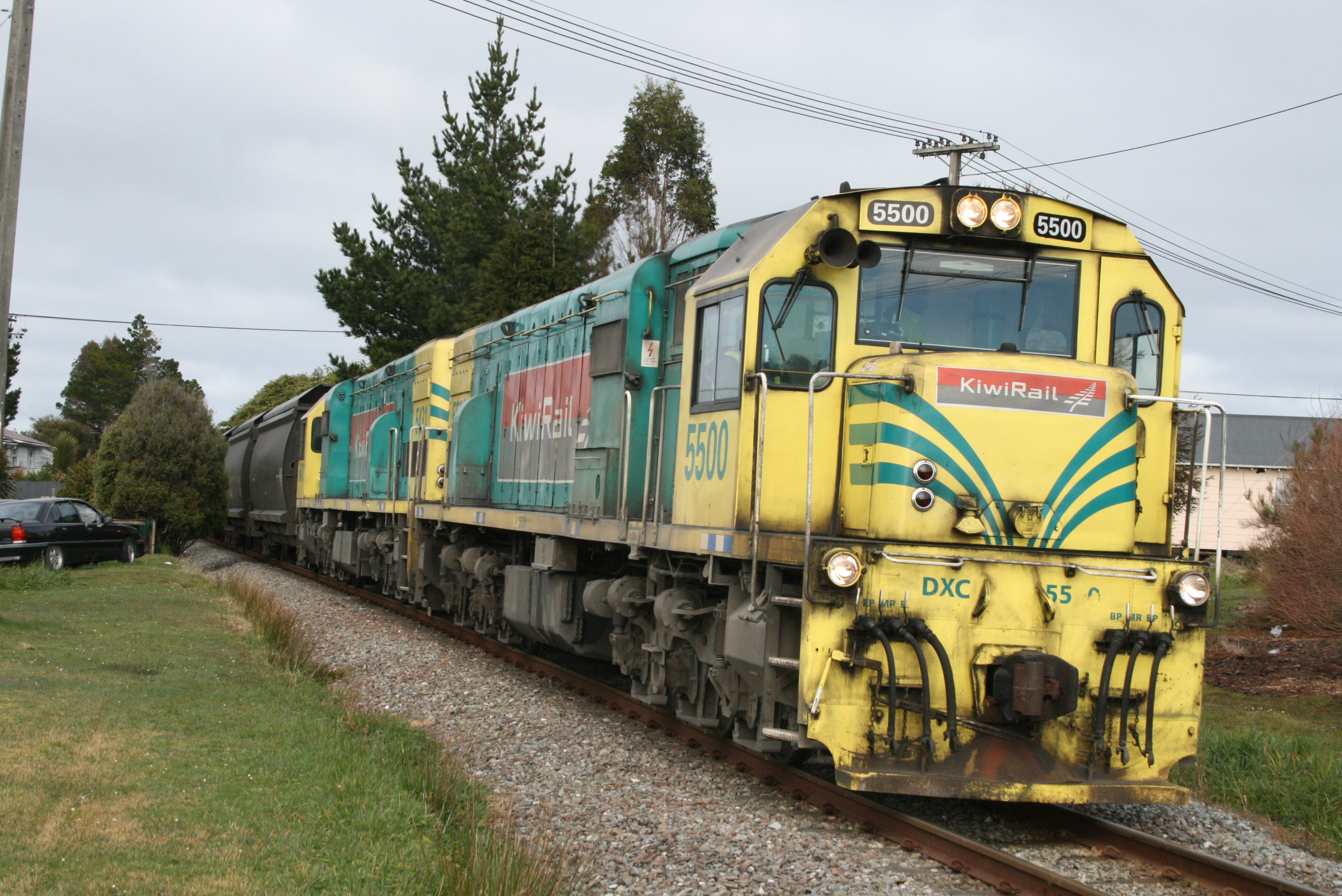
Kohlezug bei der Fahrt durch Runanga, 2009

Der Steinkohlebergbau ist der größte Arbeitgeber im Ort.

## Verkehr
Der Ort liegt am New Zealand State Highway 6.
Die Bahnstrecke Greymouth–Runanga–Rapahoe ist im Güterverkehr weiter in Betrieb.

## Kultur
Runanga hat eine koedukative Grundschule für die Schuljahre 1 bis 8.

## Wissenswert
- Ein Marskrater ist nach Runanga benannt.

- Das Coulthard and Hall Memorial bei Runanga erinnert an einen Raubüberfall am 9. November 1917 mit zwei Getöteten, der Täter wurde (am 5. März 1918) als letzter Mensch auf der Südinsel Neuseelands gehängt.

## Bekannte Personen
- Moses Ayrton (1878–1950), Politiker und methodistischer Priester
- Paul Caffyn (* 1946), Geologe und Seekajakfahrer
- George Henry Duggan (1912–2012), katholischer Priester, Philosoph und Autor
- George Menzies (1930–2016), Rugby-Spieler
- James O’Brien (1874–1947), Minister of Transport in der ersten Labour-Regierung
- Bob Semple (1873–1955), Minister of Public Works in der ersten Labour-Regierung und Gewerkschaftsführer
- Paddy Webb (1884–1950), Minister of Mining in der ersten Labour-Regierung